# Carlos Mas
Carlos Mas Samora, né le 8 décembre 1957 à Barcelone est un pilote espagnol d'enduro, de rallye-raid et de moto-cross gagnant de cinq médailles d'or ISDE et deuxième du classement général du Paris-Dakar en 1990.

## Palmarès

### Résultats au Rallye Dakar
| Année | Categorie | Marque     | Poste                           | Position | Victoires d'etapes |
| ----- | --------- | ---------- | ------------------------------- | -------- | ------------------ |
| 1987  | moto      | Yamaha     | Pilote                          | 5e       | -                  |
| 1988  | moto      | Yamaha     | Pilote                          | 4e       | 2                  |
| 1989  | moto      | Yamaha     | Pilote                          | 7e       | 1                  |
| 1990  | moto      | Yamaha     | Pilote                          | 2e       | 1                  |
| 1991  | moto      | Yamaha     | Pilote                          | 6e       | -                  |
| 1997  | auto      | Mitsubishi | Copilote de Miguel Prieto Pérez | 12e      | -                  |